# Skellefteå kompani
Skellefteå kompani var en del av Västerbottens regemente i Västerbotten mellan 1667 och 1915.

## Historia

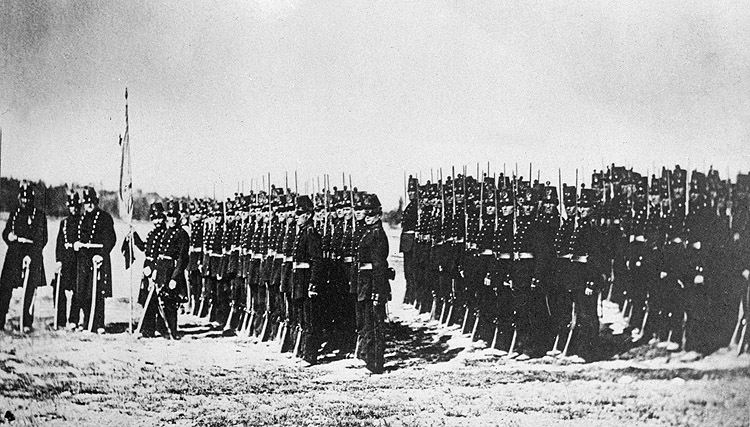
Skellefteå kompani på Gumboda hed, ca 1860.

Västerbottens regemente tillkom år 1624 och hade sitt ursprung i västerbottensfänikorna från mitten av 1500-talet. År 1615 bildade dessa mindre enheter Norrlands storregemente, vilket 1624 delades i tre regementen. När Indelningsverket inrättades år 1649 skulle Västerbottens regemente ställa upp med 1056 knektar, korpraler inräknade. Regementet bestod av ett kompani från Ångermanland och sju från Västerbotten, varav Skellefteå kompani var ett. Skellefteå kompani hade officiellt ålagts av Indelningsverket att hålla 128 rotar redo för landets försvar. Dess övningsplats var Körran, nuvarande Nordanåområdet. 
Den svenska stormaktstiden gick hårt åt skelleftebygden. De flesta män deltog i krigen och bland annat slogs Skellefteå kompani ut helt två gånger, 1709 i Poltava och 1710 i Estland. Soldatänkorna fick dra ett tungt lass vid bygdens långsamma återhämtning i början av 1700-talet.
Chef för Skellefteå kompani 1808-1815 var Claes Anders Ulfhielm (1758-1837), överstelöjtnant i armén 1808 och alltsedan 1779 fältväbel vid Västerbottens regemente. Han tillfångatogs av ryssarna i Skellefteå under Finska kriget 1809 och fördes till Uglitz i ryska guvernementet Jaroslavl. Den 15 maj 1809 stod Slaget vid Lejonströmsbron och den 2 september ingicks det sista vapenstilleståndet i Frostkåge gästgivaregård norr om Skellefteå, och avslutade därmed de sista svenska krigshandlingarna på svensk mark.
År 1829 ändrades namnet till Västerbottens fältjägareregemente. År 1841 delades Västerbottens fältjägareregemente i Norrbottens och Västerbottens fältjägarekårer. Västerbottens fältjägarekår kom att bestå av Livkompaniet samt Skellefteå, Bygdeå och Lövångers kompanier. Enligt Generalmönsterrullorna (GM) för Västerbottens regemente har dess indelta knektar deltagit i striderna 1814 vid Skotterud, Lierskantz (skansen i Lier) och Midskog. Efter striden i Midskog upphörde stridshandlingarna och den 14 augusti 1814 slöts freden och konventionen i Moss. Den 2 november anbefalldes uppbrott mot hemorten och den 28 december kom man till Umeå.  Skellefteå, Lövångers och Bygdeå kompanier återgick till rotarna och knektarna skulle inte behövas mera i krigets värv eftersom denna kampanj, fälttåget mot Norge, visade sig vara Sveriges sista krig.